# Ruine Gümmenen
Die Burgruine Gümmenen ist eine abgegangene Niederungsburg bei Gümmenen in der Schweizer Gemeinde Mühleberg im Kanton Bern.

## Geschichte
Die Burg Gümmenen entstand vermutlich im 12. Jahrhundert unter den Zähringern oder Burgundern.
Sie diente, wie die Grasburg und das Schloss Laupen, zum Schutz der Linie Sense-Saane und stand auf dem direkten Weg zwischen Murten und Bern an einem strategisch wichtigen Saaneübergang.
1319 wurde die Reichsburg und die ihr zu Füssen liegende Siedlung erstmals urkundlich erwähnt.
1259 erhielt Peter II. von Savoyen die Burg als Reichslehen.
1282/83 zwang König Rudolf I. von Habsburg die Savoyer zur Rückgabe der Herrschaft und übergab sie an den Ritter Ulrich von Maggenberg als Reichspfand.
1319 verkauften die von Maggenberg die Burg an Freiburg.
Von 1319 bis 1325 waren die Ritter von Vuippens Besitzer des Lehens.
1331 kam es zwischen Bern und Freiburg zum Gümmenenkrieg. Die Berner belagerten die Burg Gümmenen und zerstörten die Burg und den Ort. In der Folgezeit wurde die Ruine als Steinbruch genutzt.
Heute sind alle Spuren der Burg Gümmenen verschwunden.